# Dona Augusta
Dona Augusta é uma aldeia de São Tomé e Príncipe, localiza-se no Distrito de Caué, ilha de São Tomé, próxima às localidades de Nunes de Oliveiro, Pesqueira.